# Bécasseau de l'Anadyr
Pour les articles homonymes, voir Anadyr.
Calidris tenuirostris
Espèce
Statut de conservation UICN

 EN A2bc+3bc+4bc : En danger
Le Bécasseau de l'Anadyr (Calidris tenuirostris) est une espèce d'oiseaux limicoles de taille moyenne.

## Description
Le Bécasseau de l'Anadyr mesure 26 à 28 cm. Son plumage est dans l'ensemble grisâtre. En plumage nuptial, les parties inférieures sont fortement tachetées de noir.

## Comportement
Ce bécasseau se nourrit surtout en sondant la vase. Mêlé à d'autres limicoles, il se regroupe en reposoirs importants et denses.
En 2006, la population est estimée à 380 000 individus. Elle est aujourd'hui estimée à 295 000 individus. Le déclin serait dû en partie à la remise en état des vasières de Saemangeum (Corée du Sud).

## Source
- Taylor D. (2006) Guide des limicoles d'Europe, d'Asie et d'Amérique du Nord. Delachaux & Niestlé, Paris, 224 p.